# Stadion Miejski Concordia w Piotrkowie Trybunalskim
Stadion Miejski Concordia – wielofunkcyjny stadion w Piotrkowie Trybunalskim, w Polsce. Obiekt może pomieścić 2950 widzów. Swoje spotkania rozgrywają na nim piłkarze klubu UKS Concordia 1909. Do czasu wycofania zespołu z rozgrywek w 2015 roku, gospodarzem stadionu była Concordia Piotrków Trybunalski.
W latach 2009–2010 dokonano gruntownej modernizacji stadionu, m.in. wyposażono go wówczas w 6-torową, tartanową bieżnię lekkoatletyczną. 1 kwietnia 2014 roku na stadionie odbył się mecz piłkarskich reprezentacji do lat 18 Polska – Finlandia (3:3).